# 伍卓群
伍卓群（1930年12月22日—2023年12月28日），湖南湘潭人，中華人民共和國数学家，曾任中国数学会副理事长、吉林大学校长、吉林省科学技术协会副主席，為第八届全国人大代表。